# Jurij Rodionov
Jurij Rodionov (født 16. maj 1999 i Nürnberg, Tyskland) er en professionel tennisspiller fra Østrig.